# Willi Multhaup
Willi Multhaup (n. 19 iulie 1903, Essen - d. 18 decembrie 1982) a fost un antrenor german de fotbal, care a condus echipa Borussia Dortmund spre victorie în Cupa Cupelor 1965-1966.